# Équipe du Niger de football
Cet article traite de l'équipe masculine. Pour l'équipe féminine, voir Équipe du Niger féminine de football.
Maillots
Actualités
L'équipe du Niger de football (le Mena) est une sélection constituée par des joueurs nigériens évoluant dans les championnats locaux et internationaux sous l'égide de la Fédération nigérienne de football.

## Histoire
Le Niger s'est qualifié deux fois pour une Coupe d'Afrique. Bien qu'étant considéré comme l'une des équipes africaines les plus faibles de la CAF, le Niger a cependant réalisé quelques résultats surprenants.

### Avant 2010: Aucune phase finale de CAN
Lors des éliminatoires de la Coupe du monde 1982, le Niger bat la Somalie et le Togo avant de perdre contre l'Algérie, qui se qualifie par la même occasion pour la Coupe du monde. D'autre part, les années 1980 représentent une période difficile pendant laquelle le Niger ne dispute qu'un seul tour préliminaire pour la Coupe d'Afrique de 1984.
Pour la Coupe du monde 1994, le Niger termine le premier tour avec une belle performance : 4 matches, 5 points, dont deux victoires contre le Botswana et un match nul face à la Côte d'Ivoire. Mais un point manque aux Nigériens pour atteindre la Côte d'Ivoire, c'est la raison pour laquelle le Niger ne se qualifia pas pour le tour final. Le Niger ne participe même pas aux éliminatoires des Coupes du monde de 1998 et 2002.
Lors des qualifications pour la Coupe d'Afrique 2004, le Niger gagne ses trois matches à domicile, même celui contre la Guinée. Seulement trois points manquent aux Nigériens pour se qualifier pour la phase finale de cette Coupe.
Pour la Coupe du monde 2006, le Niger ne parvint pas à passer le premier tour des qualifications puisqu'il a été éliminé par l'Algérie sur un résultat cumulé de 7- 0.
Pour la Coupe d'Afrique 2012, le Niger crée la surprise en battant l'Égypte, grand spécialiste de la compétition.
Depuis 2000, le Niger participe à tous les éliminatoires de la Coupe d'Afrique, ce qui n'était pas le cas par le passé.

### Depuis 2010: premières qualifications pour la CAN
En 2011, le Niger décroche sa 1re qualification en CAN après avoir battu l'Égypte, l'Afrique du Sud et la Sierra Leone à domicile. Cette qualification est considérée comme un exploit car l'Égypte fait alors partie des meilleures équipes du continent.
Lors de la CAN 2012, le Niger ne brille pas et s'incline à tous ses matchs (3 matches, 3 défaites, 1 seul but marqué).
Le 14 octobre 2012, le Niger bat le Sily National de Guinée à domicile pour les éliminatoires de la CAN 2013 (2-0) et décroche ainsi sa deuxième qualification consécutive pour la CAN.
Le Niger ne réussit pas à se qualifier pour les phases finales des CAN suivantes et ne brille pas davantage lors des phases qualificatives d'un Mondial. Placé dans le groupe K des éliminatoires à la CAN 2022, le Niger est éliminé avant même le dernier match en raison d'une nouvelle défaite subie face à la Côte d'Ivoire.

## Classement FIFA
| Année              | 1993 | 1994 | 1995 | 1996 | 1997 | 1998 | 1999 | 2000 | 2001 | 2002 | 2003 | 2004 | 2005 | 2006 | 2007 | 2008 | 2009 | 2010 | 2011 | 2012 | 2013 | 2014 | 2015 | 2016 | 2017 | 2018 | 2019 | 2020 | 2021 | 2022 | 2023 |
| Classement mondial | 81   | 70   | 93   | 129  | 150  | 154  | 164  | 182  | 191  | 184  | 164  | 173  | 177  | 147  | 155  | 143  | 163  | 94   | 97   | 105  | 104  | 116  | 100  | 127  | 108  | 108  | 112  | 113  | 113  | 122  | 129  |

## Palmarès

### Parcours enCoupe du monde
| Année | Position      |      | Année         | Position |                        | Année | Position |
| 1930  | Non inscrite  | 1974 | Non inscrite  | 2010     | Non qualifiée          |       |          |
| 1934  | Non inscrite  | 1978 | Non qualifiée | 2014     | Non qualifiée          |       |          |
| 1938  | Non inscrite  | 1982 | Non qualifiée | 2018     | Non qualifiée          |       |          |
| 1950  | Non inscrite  | 1986 | Forfait       | 2022     | Non qualifiée          |       |          |
| 1954  | Non inscrite  | 1990 | Non inscrite  | 2026     | Éliminatoires en cours |       |          |
| 1958  | Non inscrite  | 1994 | Non qualifiée | 2030     | À venir                |       |          |
| 1962  | Non inscrite  | 1998 | Non inscrite  | 2034     | À venir                |       |          |
| 1966  | Non qualifiée | 2002 | Non inscrite  |          |                        |       |          |
| 1970  | Non inscrite  | 2006 | Non qualifiée |          |                        |       |          |

### Parcours enCoupe d'Afrique

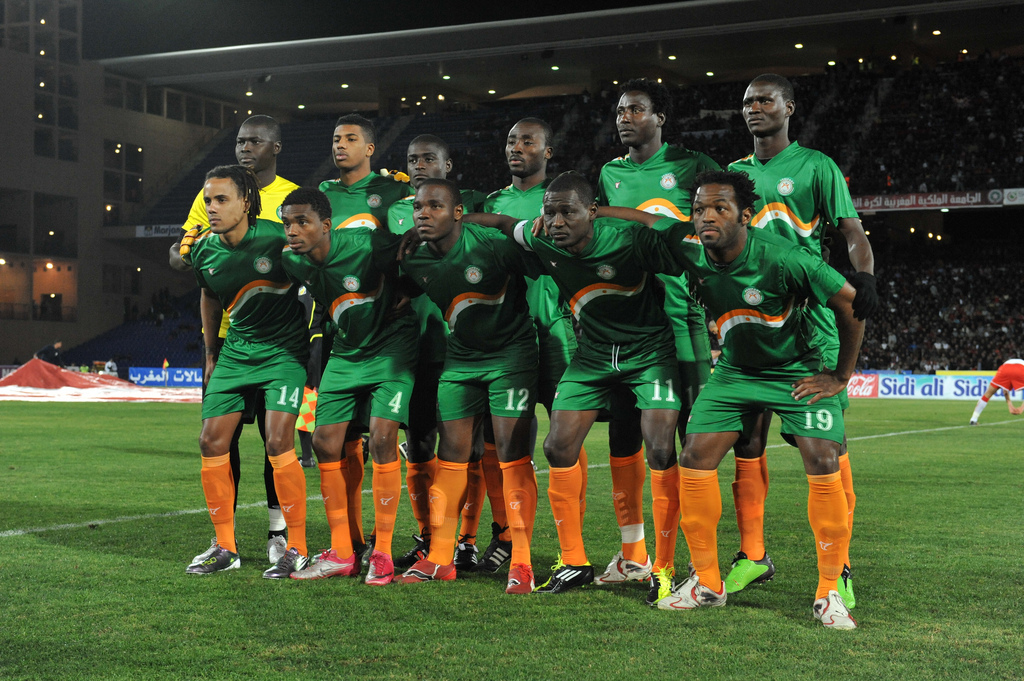
Le Niger pour le match amical face au Maroc en septembre 2011

| Année | Position          |      | Année             | Position |                   | Année | Position |
| 1957  | Non inscrite      | 1982 | Non inscrite      | 2006     | Tour préliminaire |       |          |
| 1959  | Non inscrite      | 1984 | Tour préliminaire | 2008     | Tour préliminaire |       |          |
| 1962  | Non inscrite      | 1986 | Non inscrite      | 2010     | Tour préliminaire |       |          |
| 1963  | Non inscrite      | 1988 | Non inscrite      | 2012     | 1er tour          |       |          |
| 1965  | Non inscrite      | 1990 | Non inscrite      | 2013     | 1er tour          |       |          |
| 1968  | Non inscrite      | 1992 | Tour préliminaire | 2015     | Non inscrite      |       |          |
| 1970  | Tour préliminaire | 1994 | Tour préliminaire | 2017     | Tour préliminaire |       |          |
| 1972  | Tour préliminaire | 1996 | Forfait           | 2019     | Tour préliminaire |       |          |
| 1974  | Forfait           | 1998 | Banni             | 2021     | Tour préliminaire |       |          |
| 1976  | Tour préliminaire | 2000 | Tour préliminaire | 2023     | Tour préliminaire |       |          |
| 1978  | Forfait           | 2002 | Tour préliminaire | 2025     | À venir           |       |          |
| 1980  | Forfait           | 2004 | Tour préliminaire | 2027     | À venir           |       |          |

### Parcours enChampionnat d'Afrique des nations
| Année | Position         |      | Année             | Position |           | Année | Position |
| 2009  | 1er tours        | 2016 | Phases de Groupe  | 2022     | Quatrième |       |          |
| 2011  | Quarts de finale | 2018 | 2e Tour           |          |           |       |          |
| 2014  | 3e Tour          | 2020 | Phases de groupes |          |           |       |          |

## Liste des sélectionneurs du Niger
- Heinz-Peter Überjahn (1981–1986)
- Tiemogo Soumaila (?-1992)
- David Nadjadoum (1992–?)
- Tiemogo Soumaïla (?-1998)
- Amadou Touré (1998–1999)
- Patrice Neveu (1999–2000)
- Jean-Yves Chay (2000)
- Harouna Doula Amadou (?-?)
- Martial Yeo (2002–2003)[3]
- Bana Tchanilé (2006–2007)
- Hamey Amadou (2007–2008)
- Dan Anghelescu (2008)
- Frederic Costa (2008–2009)
- Harouna Doula Gabde (2009–2012)
- Rolland Courbis (Avril 2012-Juin 2012)
- / Gernot Rohr (5 septembre 2012-20 octobre 2014)
- Cheick Omar Diabate (2014–2015)
- François Zahoui (mai 2015-septembre 2019)
- Jean-Guy Wallemme (novembre 2019-septembre 2020)
- Jean-Michel Cavalli (septembre 2020-septembre 2023)
- Badou Zaki (depuis décembre 2023)[4]